# Stefan Etzel
Stefan Etzel (* 22. August 1965 in Baden-Baden) ist ein deutscher Psychologe, der sich schwerpunktmäßig mit Managementdiagnostik und -entwicklung sowie der Sportpsychologie befasst. 2009 wurde er Professor für Wirtschaftspsychologie an der FOM Hochschule.

## Leben
Etzel erwarb sein Diplom in Psychologie und den Doktortitel an der RWTH Aachen. 1995 hatte er einen Forschungsaufenthalt beim Educational Testing Service an der Princeton University. 1996 folgte er der Einladung der russischen Akademie der Wissenschaften für einen Forschungsaufenthalt. In Zusammenarbeit mit Lutz Hornke setzte er dabei den Fokus auf die Entwicklung psychometrischer, adaptiver Testverfahren, wie zum Beispiel den Adaptiven Matrizentest (AMT) im Jahr 1997. Einen weiteren Schwerpunkt legte er auf die Entwicklung von berufsspezifischen Online-Assessments mit multimedialen Elementen.
Etzel wurde 2004 Professor an der Fachhochschule im DRK in Göttingen. Danach leitete er die zentrale Arbeitsgruppe Psychologie der Bundesagentur für Arbeit in Nürnberg. Im Anschluss daran wechselte er ins Management Consulting und verantwortete das Kienbaum-Institut für Management-Diagnostik. 2009 wurde er Professor für Wirtschaftspsychologie an der FOM Hochschule.
In der Lehre vertritt Etzel insbesondere die wirtschaftspsychologischen Themen aus den Bereichen der Diagnostik und der Führungspsychologie. Zusätzlich begleitet er an der TH Köln Berufungsverfahren und ist an der FOM – Hochschule für Oekonomie und Management als Mentor für neue Professoren tätig.
Etzel hat zahlreiche Publikationen zum Thema HRM und Managementdiagnostik veröffentlicht. In der Praxis hat er die Einführung und Umsetzung von personalstrategischen Konzepten und Instrumenten in Unternehmen und Organisationen begleitet. Seine Schwerpunkte bilden das Talentmanagement sowie die Personalauswahl und -entwicklung.
Außerdem ist Etzel Geschäftsführer der Firma profecon und Testautor der Firma pro facts assessment & training, die er 2000 gegründet hat.

## Tätigkeitsfelder
Etzel ist ein renommierter Wirtschaftspsychologe, der sich insbesondere in den Bereichen Managementdiagnostik, Personal- und Organisationsentwicklung spezialisierte. Sein Interesse erstreckt sich über verschiedene Bereiche der Psychologie, vor allem der Managementdiagnostik, wobei er sich zunehmend auf die Schnittstelle zwischen dem sportlichen Erfolg, der Psychologie und dem Management konzentrierte und sich zusätzlich vermehrt der Sportpsychologie widmete. Seit dem Wintersemester 2024 lehrt er als Dozent für Sportpsychologie an der Apollon Hochschule der Gesundheitswirtschaft in Bremen.
Mit dem Buch Meine Ziele immer klar vor Augen! Die Persönlichkeit und die Tennis-Karriere von Tomás Behrend. Eine biografisch-sportpsychologische Analyse von Erfolgsfaktoren hat Etzel sein diagnostisches Wissen und seine sportpsychologische Expertise genutzt, um eine biografisch-sportpsychologische Analyse der Erfolgsfaktoren der Tenniskarriere von Tomás Behrend vorzunehmen. Basierend auf den Erkenntnissen dieser Analyse hat Etzel gemeinsam mit dem Tennisprofi Tomás Behrend (ehemalige Nr. 43 im Doppel und 74. im Einzel) zwei weitere Bücher verfasst, die die Erfolgskonzepte aus dem Sport auf das Management übertragen. Diese sind unter dem Titel Sportpsychologie für Manager*innen. Mental stark – sportlich und beruflich erfolgreich 2024 im Neuen Deutschen Sportverlag erschienen. 

## Ehrungen und Auszeichnungen
- 1999  Alfred-Binet-Preis für computergestützte Diagnostik der Fachgruppe für Differentielle und Diagnostische Psychologie der Deutschen Gesellschaft für Psychologie[5] für die Entwicklung des Testsystems „pro facts“.[6]

## Veröffentlichungen im Themenfeld Sportpsychologie
- Etzel, S., Behrend, M. H. (2024 in press). Meine Ziele immer klar vor Augen! Die Persönlichkeit und die Tennis-Karriere von Tomás Behrend. Eine biografisch-sportpsychologische Analyse von Erfolgsfaktoren, Neuer Sportverlag
- Etzel, S., Behrend, T. (2025 in press). Flow Performance: Sportpsychologie für Manager*innen. Mental stark – sportlich und beruflich erfolgreich, Bd. I: Sein volles Potential entfalten!
- Etzel, S., Behrend, T. (2025 in press). Flow Performance: Sportpsychologie für Manager*innen. Mental stark – sportlich und beruflich erfolgreich, Bd. II: Wandel erfolgreich managen!
- Etzel, S., Behrend, T. (2025 in press). Flow Performance: Sportpsychologie für Manager*innen. Mental stark – sportlich und beruflich erfolgreich, Bd. III: Mit Charisma und Mut vorangehen!

## Veröffentlichungen im Themenfeld Managementdiagnostik (Auswahl)
- Multimediale, computergestützte diagnostische Verfahren: Neue Perspektiven für die Managementdiagnostik. Shaker Verlag, Aachen 1998.
- mit A. Küppers: Innovative Managementdiagnostik. Hogrefe-Verlag, Göttingen 2002.
- mit R. Bäcker (Hrsg.): Einzel-Assessment. Symposium Publishing, Düsseldorf 2002.
- mit A. Gourmelon und C. Kirbach (Hrsg.): Personalauswahl im öffentlichen Sektor. Nomos Verlagsgesellschaft, Baden-Baden 2005.
- mit A. Etzel (Hrsg.): Managementdiagnostik in der Praxis. Aachen: Shaker Verlag, 2005.
- mit A. Hahne und P. Borges (Hrsg.): Professionelles Personalmanagement im Gesundheits- und Sozialwesen. Die Werkstatt, Göttingen 2005.
- mit A. Etzel (Hrsg.): Managementdiagnostik in der Praxis. Band II, Die Werkstatt, Göttingen 2007.
- mit A. Gourmelon und C. Kirbach (Hrsg.): Personalauswahl im öffentlichen Sektor. 2., erweiterte und überarbeitete Auflage. Nomos Verlagsgesellschaft, Baden-Baden 2009.
- mit M. Galicija: Talent Management als strategische Steuerung von Personalrisiken. Die Werkstatt, Göttingen 2013.

## Testverfahren
- mit L. F. Hornke: Verbaler Gedächtnistest (VERGED). Schuhfried, Mödling 1999.
- mit L. F. Hornke: Visueller Gedächtnistest (VISGED). Schuhfried, Mödling 1999.
- mit L. F. Hornke und K. Rettig: Adaptiver Matrizentest (AMT). Schuhfried Mödling 1999.
- mit A. Küppers: pro facts. Hogrefe, Göttingen 2000.
- mit A. Küppers: Managementarbeitsprobe. Hogrefe, Göttingen 2000.
- mit A. Küppers: pro facts 360° – Assessment. Hogrefe, Göttingen 2000.